# Athar El Tahir
Athar Babikir Mohamed El Tahir (Khartoum, 24 ottobre 1996) è un calciatore sudanese, difensore dell'Al-Hilal Omdurman e della Nazionale di calcio del Sudan.

## Carriera

### Nazionale
Ha debuttato con la nazionale del Sudan il 15 novembre 2015, nella sconfitta per 2-0 contro lo Zambia valida per le qualificazioni al Mondiale 2018.

## Statistiche

### Cronologia presenze e reti in nazionale
Aggiornato all'11 maggio 2023

| Cronologia completa delle presenze e delle reti in nazionale ― Sudan | Cronologia completa delle presenze e delle reti in nazionale ― Sudan | Cronologia completa delle presenze e delle reti in nazionale ― Sudan | Cronologia completa delle presenze e delle reti in nazionale ― Sudan | Cronologia completa delle presenze e delle reti in nazionale ― Sudan | Cronologia completa delle presenze e delle reti in nazionale ― Sudan | Cronologia completa delle presenze e delle reti in nazionale ― Sudan | Cronologia completa delle presenze e delle reti in nazionale ― Sudan |
| Data                                                                 | Città                                                                | In casa                                                              | Risultato                                                            | Ospiti                                                               | Competizione                                                         | Reti                                                                 | Note                                                                 |
| -------------------------------------------------------------------- | -------------------------------------------------------------------- | -------------------------------------------------------------------- | -------------------------------------------------------------------- | -------------------------------------------------------------------- | -------------------------------------------------------------------- | -------------------------------------------------------------------- | -------------------------------------------------------------------- |
| 15-11-2015                                                           | Ndola                                                                | Zambia                                                               | 2 – 0                                                                | Sudan                                                                | Qual. Mondiali 2018                                                  | -                                                                    | 44’                                                                  |
| 25-3-2016                                                            | Abidjan                                                              | Costa d'Avorio                                                       | 1 – 0                                                                | Sudan                                                                | Qual. Coppa d'Africa 2017                                            | -                                                                    | 42’                                                                  |
| 29-3-2016                                                            | Omdurman                                                             | Sudan                                                                | 1 – 1                                                                | Costa d'Avorio                                                       | Qual. Coppa d'Africa 2017                                            | -                                                                    |                                                                      |
| 4-6-2016                                                             | Freetown                                                             | Sierra Leone                                                         | 1 – 0                                                                | Sudan                                                                | Qual. Coppa d'Africa 2017                                            | -                                                                    |                                                                      |
| 2-9-2016                                                             | Khartoum                                                             | Sudan                                                                | 1 – 2                                                                | Gabon                                                                | Amichevole                                                           | -                                                                    | 77’                                                                  |
| 9-6-2017                                                             | Khartoum                                                             | Sudan                                                                | 1 – 1                                                                | Costa d'Avorio                                                       | Qual. Coppa d'Africa 2017                                            | 1                                                                    | 33’                                                                  |
| 21-1-2018                                                            | Casablanca                                                           | Sudan                                                                | 0 – 0                                                                | Marocco                                                              | Campionato delle nazioni africane 2018                               | -                                                                    |                                                                      |
| 22-3-2019                                                            | Omdurman                                                             | Sudan                                                                | 1 – 4                                                                | Guinea Equatoriale                                                   | Qual. Coppa d'Africa 2021                                            | -                                                                    |                                                                      |
| 5-9-2019                                                             | Ndjamena                                                             | Ciad                                                                 | 1 – 3                                                                | Sudan                                                                | Qual. Mondiali 2022                                                  | -                                                                    |                                                                      |
| 10-9-2019                                                            | Omdurman                                                             | Sudan                                                                | 0 – 0                                                                | Ciad                                                                 | Qual. Mondiali 2022                                                  | -                                                                    |                                                                      |
| 13-11-2019                                                           | Omdurman                                                             | Sudan                                                                | 4 – 0                                                                | São Tomé e Príncipe                                                  | Qual. Coppa d'Africa 2021                                            | -                                                                    |                                                                      |
| 17-11-2019                                                           | Soweto                                                               | Sudafrica                                                            | 1 – 0                                                                | Sudan                                                                | Qual. Coppa d'Africa 2021                                            | -                                                                    |                                                                      |
| 12-10-2020                                                           | Tunisi                                                               | Togo                                                                 | 1 – 1                                                                | Sudan                                                                | Amichevole                                                           | -                                                                    |                                                                      |
| 12-11-2020                                                           | Cape Coast                                                           | Ghana                                                                | 2 – 0                                                                | Sudan                                                                | Qual. Coppa d'Africa 2021                                            | -                                                                    | 65’                                                                  |
| 17-11-2020                                                           | Omdurman                                                             | Sudan                                                                | 1 – 0                                                                | Ghana                                                                | Qual. Coppa d'Africa 2021                                            | -                                                                    | 45’                                                                  |
| 24-3-2021                                                            | Sao Tomé                                                             | São Tomé e Príncipe                                                  | 0 – 2                                                                | Sudan                                                                | Qual. Coppa d'Africa 2021                                            | -                                                                    | 89’                                                                  |
| 28-3-2021                                                            | Omdurman                                                             | Sudan                                                                | 2 – 0                                                                | Sudafrica                                                            | Qual. Coppa d'Africa 2021                                            | -                                                                    | 85’                                                                  |
| 2-9-2021                                                             | Rabat                                                                | Marocco                                                              | 2 – 0                                                                | Sudan                                                                | Qual. Mondiali 2022                                                  | -                                                                    | 42’ 80’                                                              |
| 7-9-2021                                                             | Khartoum                                                             | Sudan                                                                | 2 – 4                                                                | Guinea-Bissau                                                        | Qual. Mondiali 2022                                                  | -                                                                    | 18’                                                                  |
| 6-10-2021                                                            | Marrakech                                                            | Sudan                                                                | 1 – 1                                                                | Guinea                                                               | Qual. Mondiali 2022                                                  | -                                                                    | 73’                                                                  |
| 9-10-2021                                                            | Agadir                                                               | Guinea                                                               | 2 – 2                                                                | Sudan                                                                | Qual. Mondiali 2022                                                  | -                                                                    | 25’ 76’                                                              |
| 12-11-2021                                                           | Rabat                                                                | Sudan                                                                | 0 – 3                                                                | Marocco                                                              | Qual. Mondiali 2022                                                  | -                                                                    | 45’                                                                  |
| 15-11-2021                                                           | Bissau                                                               | Guinea-Bissau                                                        | 0 – 0                                                                | Sudan                                                                | Qual. Mondiali 2022                                                  | -                                                                    |                                                                      |
| 4-12-2021                                                            | Doha                                                                 | Sudan                                                                | 0 – 5                                                                | Egitto                                                               | Qual. Mondiali 2022                                                  | -                                                                    | 64’                                                                  |
| 23-3-2023                                                            | Franceville                                                          | Gabon                                                                | 1 – 0                                                                | Sudan                                                                | Qual. Coppa d'Africa 2023                                            | -                                                                    | 76’                                                                  |
| 27-3-2023                                                            | Omdurman                                                             | Sudan                                                                | 1 – 0                                                                | Gabon                                                                | Qual. Coppa d'Africa 2023                                            | -                                                                    |                                                                      |
| 20-6-2023                                                            | Agadir                                                               | Sudan                                                                | 0 – 3                                                                | Mauritania                                                           | Qual. Coppa d'Africa 2023                                            | -                                                                    | 63’                                                                  |
| Totale                                                               |                                                                      | Presenze                                                             | 27                                                                   |                                                                      | Reti                                                                 | 1                                                                    |                                                                      |